# Las elegidas
Las elegidas és una pel·lícula franco-mexicana de 2014 dirigida per David Pablos. És una producció de Canana Films, Manny Films, Televisa i Krafty Films per Pablo Cruz, Philippe Gompel i Brirgit Kemmer. Es va estrenar el 18 de maig de 2015 a la secció Un Certain Regard del 68è Festival Internacional de Cinema de Canes i narra la història d'una parella de joves que es veuen immersos en el terrible negoci del tràfic de dones. Es va presentar també en els festivals de cinema de Zuric i Sant Sebastià a més de tenir 13 nominacions als premis Ariel, incloses Millor pel·lícula, Millor director i Revelacions femenina i masculina. Fou seleccionada per representar Mèxic en l'Oscar a la millor pel·lícula de parla no anglesa als Premis Oscar de 2016.

## Sinopsi
Sofía i Ulises són una parella de joves que viu a Tijuana, una ciutat fronterera a Mèxic. Sofia viu amb la seva mare i el seu germà mentre que el seu xicot, Ulises viu amb els seus pares i aparentment són una família normal. La família d'Ulisses es dedica al tràfic de dones. El pare d'Ulises l'obliga a entrar al negoci i és així com Sofia es converteix en la primera víctima del seu nuvi. Ulisses es va enamorar de Sofia, així que intenta treure-la de l'infern al qual ell mateix la va ficar. Mentre que Ulises busca la manera de rescatar-la, Sofía haurà de sofrir els horrors del tràfic de persones.

## Repartiment
- Nancy Talamantes com Sofía.
- Óscar Torres com Ulises.
- Leidi Gutiérrez com Martha.
- José Santillán Cabuto com Héctor.
- Edward Coward com Marcos.
- Susana Pérez com Karla.
- Gisela Madrigal com Paula.
- Jorge Calderón
- Yesenia Meza com Fabiola.
- Francisca Ávila

## Recepció crítica
La pel·lícula va ser ben rebuda pels crítics. L'agregador de revisions Rotten Tomatoes informa que el 85% de 26 crítics van donar a la pel·lícula una crítica positiva, amb una valoració mitjana de 8/10.

## Premis i nominacions
| Premi                                                  | Categoria                            | Nominat      | resultat |
| ------------------------------------------------------ | ------------------------------------ | ------------ | -------- |
| 58è Premis Ariel                                       |                                      |              |          |
| Millor direcció artística                              | Daniela Schneider                    | Nominat      |          |
| Millor fotografia                                      | Carolina Costa                       | Guanyador    |          |
| Millor disseny de vestuari                             | Daniela Schneider                    | Nominat      |          |
| Millor director                                        | David Pablos                         | Guanyador    |          |
| Millor muntatge                                        | Miguel Schverdfinger, Aina Calleja   | Nominat      |          |
| Millor Make-Up                                         | Nayeli Mora                          | Nominat      |          |
| Millor banda sonora original                           | Carlo Ayhllón                        | Nominat      |          |
| Millor guió original                                   | David Pablos                         | Guanyador    |          |
| Millor pel·lícula                                      | Las Elegidas                         | Guanyador    |          |
| Millor so                                              | Alejandro de Icaza, Pablo Tamez      | Nominat      |          |
| Millor actor secundària                                | Alicia Quiñonez                      | Nominat      |          |
| Millor actor revelació                                 | Óscar Torres                         | Nominat      |          |
| Millor actriu revelació                                | Nancy Talamantes                     | Guanyador    |          |
| 68è Festival Internacional de Cinema de Canes          | Un Certain Regard                    | David Pablos | Nominat  |
| Festival Internacional de Cinema de Sant Sebastià 2015 | Premi Horitzons                      | David Pablos | Nominat  |
| Festival Internacional de Cinema d'Estocolm            | Cavall de bronze - Millor pel·lícula | David Pablos | Nominat  |
| Festival de Cinema de Zuric                            | Millor pel·lícula internacional      | David Pablos | Nominat  |